# اچ‌ام‌اس دوونشایر (۱۹۰۴)
اچ‌ام‌اس دوونشایر (۱۹۰۴) (به انگلیسی: HMS Devonshire (1904)) یک کشتی بود که طول آن ۴۷۳٫۵ فوت (۱۴۴٫۳ متر) بود. این کشتی در سال ۱۹۰۴ ساخته شد.